# 青春花道
「青春花道」（せいしゅんはなみち）は、ポルノグラフィティの38作目のシングル。2013年9月11日にSME Recordsから発売された。

## 概要
メジャーデビュー15年目突入に向けた2か月連続シングルリリースの第1弾シングルであり、前作「瞬く星の下で」から約6か月ぶりのリリース。
本作のイメージは「昼」となっており、次作『東京デスティニー』は「夜」で、本作とは対の関係にある。
付属DVDにはポルノグラフィティ初の海外公演「アニメ・エキスポ2013 in ロサンゼルス」のダイジェスト映像が収録されている。リリース形態は、CDのみの「通常盤」、DVDが付属する「初回生産限定盤」の2種類。また、後日談で新藤が「ファンクラブの会報の告知通りに、7月（会報では"夏"）に発売する予定だったけど、なぜかいつの間にか2か月ずれ込む形になった。」と語っている。

## 収録曲
| #         | タイトル                                | 作詞      | 作曲      | 編曲                    | 時間  |
| --------- | --------------------------------------- | --------- | --------- | ----------------------- | ----- |
| 1.        | 「青春花道」                            | 新藤晴一  | 新藤晴一  | tasuku, Porno Graffitti | 4:04  |
| 2.        | 「エピキュリアン」                      | 岡野昭仁  | 新藤晴一  | 篤志, Porno Graffitti   | 3:45  |
| 3.        | 「おいでよサンタモニカ (instrumental)」 |           | 新藤晴一  | tasuku, Porno Graffitti | 2:35  |
| 4.        | 「青春花道 (オリジナル・カラオケ)」     |           |           |                         | 4:04  |
| 合計時間: | 合計時間:                               | 合計時間: | 合計時間: | 合計時間:               | 14:38 |

| #  | タイトル                             | 作詞 | 作曲・編曲 | 時間  |
| -- | ------------------------------------ | ---- | ---------- | ----- |
| 1. | 「ポルノグラフィティ in Los Angels」 |      |            | 16:34 |

## 楽曲解説
1. 青春花道
bayfm 2013年9月第1週パワープレイ
  - 仮タイトルは「放課後DAYS」。テーマはポルノグラフィティの2人が青春を過ごした「1980年代」をテーマに、『80'sの懐かしさ漂うメロディと、現代のサウンドが融合した楽曲』[2][3][6]。
  - 『B-PASS』は、「時間の流れの中でがむしゃらだった青春の残像を懐かしい想い出にかえている主人公の歌」と評しており[7]、曲は80年代風の懐かしい雰囲気を漂わせつつ現代的なスタイリッシュなサウンドに仕上がっており、歌詞は良いも悪いも含めた青春の日々を回想し、それを肯定することで今の自分を肯定するメッセージが込められた曲となっている[6][4]。
  - MV監督はウルフルズやスピッツなどのアーティストも手掛ける竹内鉄郎で、次作「東京デスティニー」も手掛けていて、同日に撮影が行われた。
  - 10年連続12回目の出場となった『第64回NHK紅白歌合戦』では本楽曲を披露した。
2. エピキュリアン
BMW「MINI」CMソング
  - タイトルの「エピキュリアン(epicurean)」は、「快楽主義者」という意味[8]。
  - 作曲した新藤曰く、「今年の夏にしか出せない曲」とのこと[8]。また、「シングルを7月に発売する予定だったから、夏をイメージして作ったけど、もう(発売日周辺は)夏じゃないね。夏じゃないけど、まだ残暑が続くから平気かな？」と語った。
3. おいでよサンタモニカ (instrumental)
  - インスト曲[4]。ポルノグラフィティにとって初めての海外公演が行われたロサンゼルスの情景を新藤が書き起こした曲[9]。
  - 間奏では、ロサンゼルス公演で会場内に流れたアナウンスが盛り込まれており、初回生産限定盤に付属する特典DVD（ダイジェスト映像）ではBGMとして用いられている[9]。
  - 2024年に行われたメジャーデビュー25周年記念ライブ「因島・横浜ロマンスポルノ'24 ～解放区～」にて掛け声をアレンジしたうえでオープニングナンバーとしてライブ初披露された。

## 収録作品

### アルバム
青春花道
- PORNOGRAFFITTI 15th Anniversary "ALL TIME SINGLES"

### ライヴ映像作品
青春花道
- 13thライヴサーキット "ラヴ・E・メール・フロム・1999" Live in MARINE MESSE FUKUOKA
- 神戸・横浜ロマンスポルノ'14 〜惑ワ不ノ森〜 Live at YOKOHAMA STADIUM

エピキュリアン
- 13thライヴサーキット "ラヴ・E・メール・フロム・1999" Live in MARINE MESSE FUKUOKA
- 横浜ロマンスポルノ'16 〜THE WAY〜 Live in YOKOHAMA STADIUM

## 参考資料
書誌
- 伊藤博伸、宮本英夫、山口哲夫、山本祥子、吉田可奈「B-PASS 2013 OCTOBER Disc Rush」『バックステージ・パス B-PASS 2013年10月号（425号）』第29巻第10号、シンコーミュージック・エンタテイメント、2012年8月27日、139頁、JAN 4910175570436、雑誌 17557-10。

公式サイト・作品
- love up! スタッフ (2013年9月6日). “2013.9.6-Release- 9/11（水）38thシングル「青春花道」リリース決定！”. 　Information.   SONY MUSIC. SME Records, AMUSE. 2013年9月16日閲覧。
- Sony Music Online Japan (2013年9月9日). “ポルノグラフィティ 青春花道 【初回生産限定盤】”. 　ポルノグラフィティ.   SONY MUSIC. SME Records,. 2013年9月16日閲覧。
- Sony Music Online Japan (2013年9月9日). “ポルノグラフィティ 青春花道 【通常盤】”. 　ポルノグラフィティ.   SONY MUSIC. SME Records,. 2013年9月16日閲覧。
- SME Records Inc.、ポルノグラフィティ「ジャケット」『青春花道』、SME Records Inc.、日本、2013年。, SECL-1387〜1389

その他の関連ウェブサイト
- love up! スタッフ/マネージャーK/マネージャーN (2013年9月16日). “PornoGraffitti Official Site”. StaffReport.   SONY MUSIC. SME Records, AMUSE. 2013年9月16日閲覧。
  - マネージャーK (2013年8月13日). “新曲初フルオンエア!!!!”. StaffReport.   SONY MUSIC. SME Records, AMUSE. 2013年9月16日閲覧。
  - マネージャーK (2013年8月16日). “写真解禁に先駆けまして……”. StaffReport.   SONY MUSIC. SME Records, AMUSE. 2013年9月16日閲覧。
  - マネージャーK (2013年8月16日). “ビデオクリップ撮影！”. StaffReport.   SONY MUSIC. SME Records, AMUSE. 2013年9月16日閲覧。
  - マネージャーK (2013年8月25日). “解禁まであと1日！”. StaffReport.   SONY MUSIC. SME Records, AMUSE. 2013年9月16日閲覧。
  - マネージャーK (2013年8月20日). “「青春花道」ジャケット・アーティスト写真公開!!!”. StaffReport.   SONY MUSIC. SME Records, AMUSE. 2013年9月16日閲覧。
  - マネージャーK (2013年8月25日). “10月リリースシングルトラックダウン☆”. StaffReport.   SONY MUSIC. SME Records, AMUSE. 2013年9月16日閲覧。
  - マネージャーK (2013年8月28日). “「エピキュリアン」音源解禁しました!!!”. StaffReport.   SONY MUSIC. SME Records, AMUSE. 2013年9月16日閲覧。
  - マネージャーK (2013年9月11日). “38thシングル「青春花道」リリース!!!!!”. StaffReport.   SONY MUSIC. SME Records, AMUSE. 2013年9月16日閲覧。
- ナタリー (2013年8月20日). “ポルノ2カ月連続シングル1発目「青春花道」で80年代風に”. ナタリー 2013年8月20日閲覧。

成文のない情報源
- ベイエフエム(bayfm)『ポルノグラフィティ ギター新藤晴一のカフェイン11』
  - 出演：新藤晴一(G) (12 August 2013). "ポルノグラフィティ ギター新藤晴一のカフェイン11". カフェイン11. bayfm。
  - 出演：新藤晴一(G) (19 August 2013). "ポルノグラフィティ ギター新藤晴一のカフェイン11". カフェイン11. bayfm。
  - 出演：新藤晴一(G) (26 August 2013). "ポルノグラフィティ ギター新藤晴一のカフェイン11". カフェイン11. bayfm。
  - 出演：新藤晴一(G) (2 September 2013). "ポルノグラフィティ ギター新藤晴一のカフェイン11". カフェイン11. bayfm。
  - 出演：新藤晴一(G) (9 September 2013). "ポルノグラフィティ ギター新藤晴一のカフェイン11". カフェイン11. bayfm。